# Lambert Jacobsz
Lambert Jacobsz (1598, Amsterdam - 27 juin 1636, Leeuwarden) est un peintre et prêcheur mennonite néerlandais du siècle d'or. Il est connu pour ses peintures de portraits et de personnages bibliques.

## Biographie
Lambert Jacobsz est né en 1598 à Amsterdam aux Pays-Bas.
Il est le père du peintre Abraham Lambertsz van den Tempel. Il est prêcheur dans la communauté mennonite. Il a pour élèves les peintres Govert Flinck, Jacob Adriaensz Backer, Heere Innes, et son fils Abraham. 
Il meurt de la peste en 1636 à Leeuwarden.

## Œuvres
- Le vieux prophète de Bethel rencontre l'homme de Dieu originaire de Judée[2], Rijksmuseum Amsterdam.

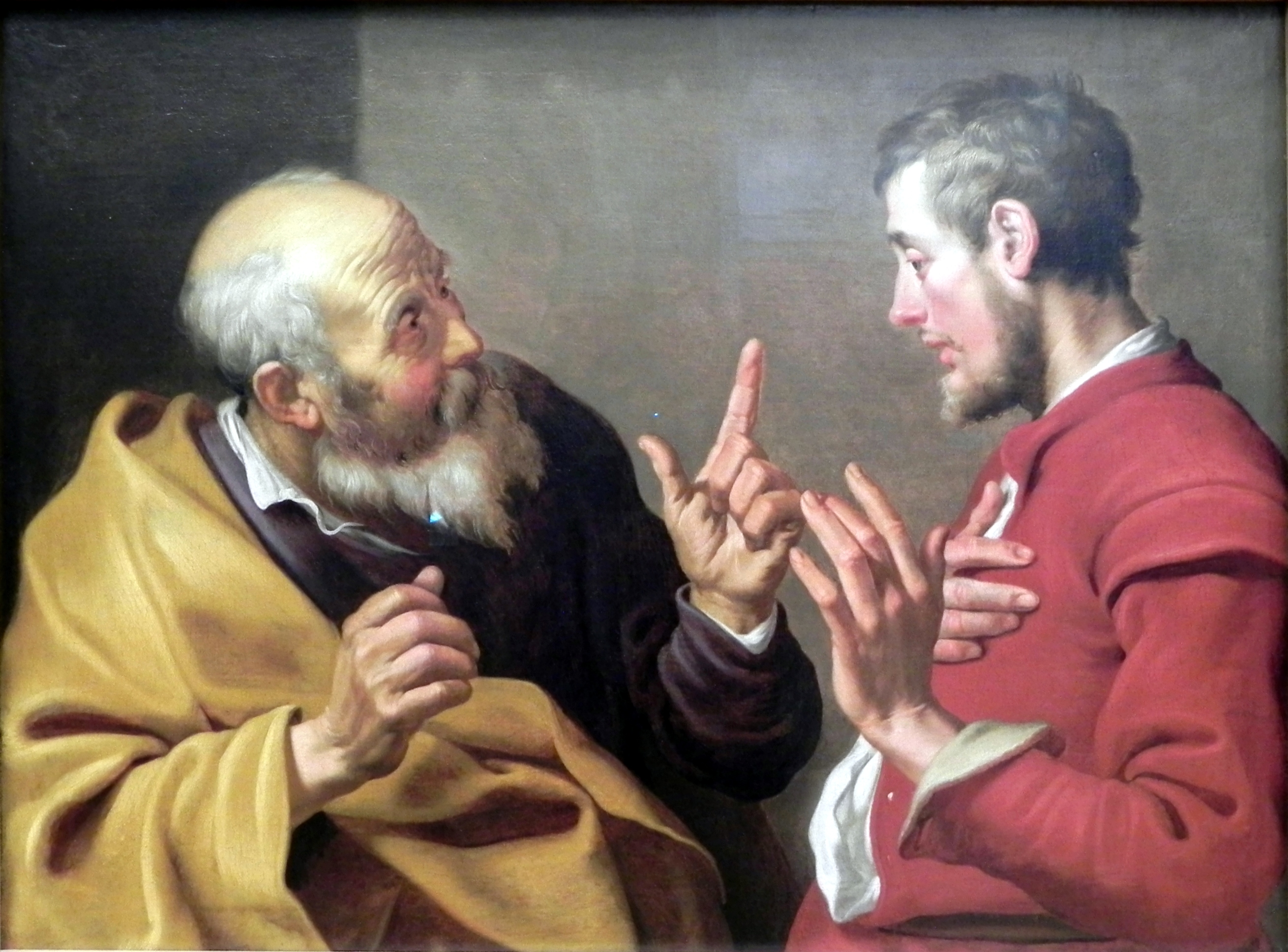
La prophète Elisa et la servante Gehasi (1629, musée de Basse-Saxe).